# Минтё
Минтё (также Mинхо или Mэйхо; упоминается также, как Дэнсё и Тё Дэнсу; настоящее имя Китидзан; 1352, Авадзи — 26 сентября 1431, Киото) — японский художник и монах буддийской школы Риндзай.

## Биография
Родился в 1352 году на острове Авадзи (в современной префектуре Хиого). Большую часть жизни провёл в Киото в монастыре Тофуку-дзи, одном из крупнейших центров школы Риндзай, куда поступил послушником в юном возрасте. Руководил художественной школой при монастыре.
Большая часть работ Минтё созданы в технике «суйбокуга» и представляют собой монохромные работы тушью по бумаге. В жанровом отношении он наиболее известен, как автор многочисленных «досякуга» — благочестивых картин на буддийские темы. Тем не менее, часть работ Минтё являются полихромными, а помимо картин в жанре «досякуга» он писал также портреты и пейзажи. 
Среди работ Минтё выделяются, в частности, портрет буддийского религиозного учителя Энни (Бэнъэна), основателя монастыря Тофуку-дзи, и картина «Хижина в горном ущелье» — пример созерцательного пейзажа в жанре «сансуйга» («живопись вод и гор»).
Скончался Минтё в 1431 году в монастыре Тофуку-дзи в Киото.

## Галерея
- Богиня Каннон
- Богиня Каннон в белых одеждах
- Богиня Каннон в белых одеждах
- Бодхисаттва Мондзю
- Дарума
- Энни (Бэнъэн), основателя монастыря Тофуку-дзи